# Loyola (métro de Chicago)
Pour les articles homonymes, voir Loyola.
Loyola (anciennement Hayes Street) est une station aérienne de la ligne rouge du métro de Chicago situé dans le quartier de Rogers Park dans le nord de Chicago et qui est très prisée par les étudiants de l'Université Loyola de Chicago.

## Histoire
Il s'agit de la troisième station à cet endroit; l'originale fut ouverte en 1908 par la Northwestern Elevated avant d’être reconstruite en 1921 sur un remblai et finalement remplacée par un bâtiment plus moderne et pratique en 1982. L’ancienne entrée principale se trouvait sur Loyola Avenue tandis que la nouvelle se situe sur Sheridan Road en face de l’entrée du Campus. Le nom de la station ne fut pas modifié afin d’éviter toute confusion avec l’autre station Sheridan mais surtout de bien l’apparenter à l’université. 

## Description

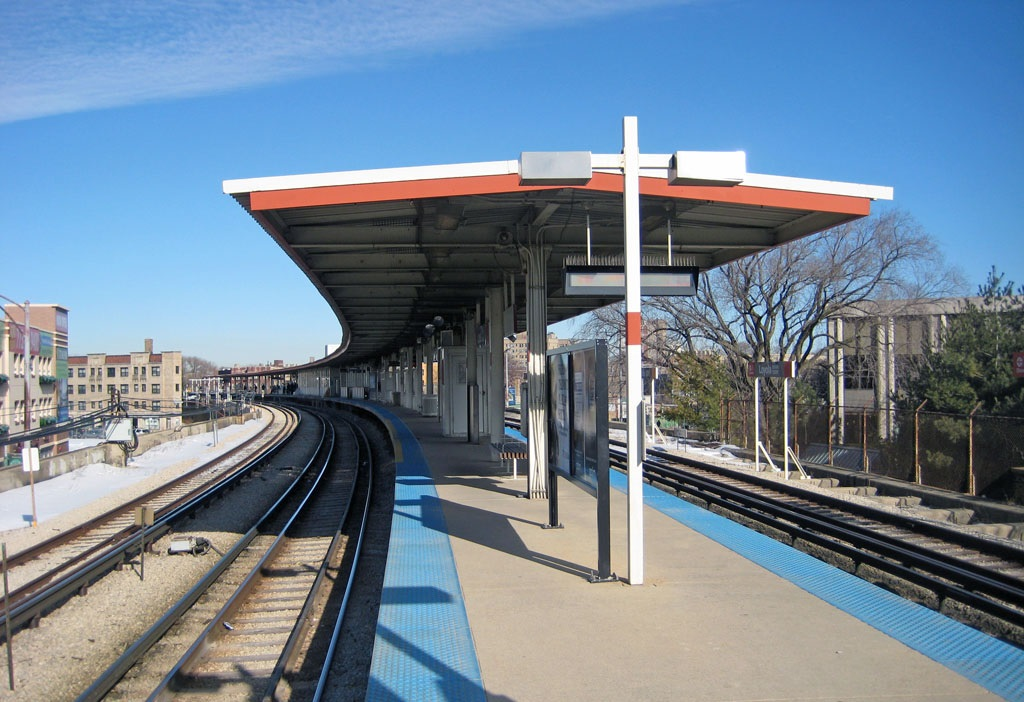
Extérieur de la station Loyola.

La plate-forme centrale est élevée sur un talus au milieu des voies centrales ou roulent les rames de la ligne rouge. Il n'y a pas de plate-forme d'accès aux voies express à l'extérieur desservies par la ligne mauve.
La plate-forme est exceptionnellement longue et étroite (environ 300 mètres de longueur) et est courbée vers le nord-ouest, elle est divisée en deux par une cage d'ascenseur et l’arrêt des rames se fait à des endroits différents. Les trains vers le sud (vers le Loop) s’arrêtent sur la partie nord de la plate-forme tandis que les trains vers le terminus de Howard au nord s’immobilisent du côté sud de celle-ci. 
Le hall de la station est assez grand, il est occupé par différents commerces dont un McDonald's et un Dunkin' Donuts ouverts 24 heures/24 comme le service de la ligne rouge. 
En 2006, les plaques de signalisation au nom de la station furent remplacées en accord avec la nouvelle signalétique de la ligne rouge. 
Loyola est accessible aux personnes à mobilité réduite et 1.573.868 passagers y ont transité en 2008.

## Correspondances
Avec les bus de la Chicago Transit Authority :
- #147 Outer Drive Express
- #151 Sheridan
- #155 Devon
- #N201 Central/Sherman (Owl Service - Service de nuit)

## Dessertes
| Nord/Ouest            |  |             |  | Sud/Est                      |
| --------------------- |  | ----------- |  | ---------------------------- |
| Morse vers Howard     |  | ligne rouge |  | Granville vers 95th/Dan Ryan |
| modifier sur Wikidata |  |             |  |                              |